# 전호진 (배우)
전호진(全浩鎭, 아명(兒名)은 전효진(全孝珍), 1965년 5월 23일 ~ )은 대한민국의 배우이다.

## 생애
1971년 영화 《사랑은 당신만》의 단역으로 아역 영화배우 첫 데뷔하였으며 이듬해 1972년 TBC 동양방송 텔레비전 드라마에 첫 출연하였고 이후 TBC 드라마에 3편 남짓 출연하다가 1974년 영화 《아빠하고 나하고》에 주연하였으며 이듬해 1975년 영화 《인간단지(人間團地)》에 단역 출연하였고 1년 후 1976년 영화 《가위 바위 보》에 주연하였으며 이후로 배우 활동이 뜸하다가 1981년 영화 《나는 할렐루야 아줌마였다》에 조연하여 영화배우 분야에 복귀하였고 1987년, 연극배우로 데뷔하였다.
그는 1970년대 아역 영화 스타와 1980년대 하이틴 청춘 영화 스타로 이름을 날렸으며 1988년에는 신혜수와 아울러 MBC 대하드라마 《조선 왕조 오백년 - 한중록》에 출연하기도 하였다.

## 출연작

### 영화
- 1971년 《사랑은 당신만》
- 1974년 《아빠하고 나하고》
- 1975년 《인간단지》
- 1977년 《가위 바위 보》
- 1982년 《나는 할렐루야 아줌마였다》
- 1988년 《팁》
- 1989년 《쫄병수첩 1》
- 1990년 《쫄병수첩 2》
- 1990년 《여군외출》

### 드라마
- 1973년 TBC 대하드라마 《북간도》
- 1979년 MBC 드라마 《거인의 숲》
- 1979년 MBC 드라마 《최후의 증인》
- 1980년 MBC 드라마 《숨은 꽃》
- 1981년 KBS 드라마 《대명》 ... 경선군 이백 역
- 1983년 MBC 드라마 《조선 왕조 오백년 - 추동궁 마마》 ... 덕안군 이방연 역
- 1983년 KBS 드라마 《개국》 ... 덕안군 이방연 역
- 1988년 MBC 대하드라마 《조선 왕조 오백년 - 한중록》 ... 정조 역
- 1988년 KBS1 특집드라마 《조선백자 마리아상》 ... 천주교에 귀의한 조선 청년 역(단역)
- 1990년 MBC 대하드라마 《조선 왕조 오백년 - 대원군》
- 1992년 SBS 드라마스페셜 《두려움 없는 사랑》
- 1995년 EBS 주간드라마 《언제나 푸른 마음》 ... 현 선생(이지형 분)의 중학교 동창 역(단역)

### 연극
- 1987년 《메밀꽃 필 무렵》 ... 동이 역(주연)
- 1988년 《봄봄》 ... 봉필 역(주연)